# Bãi Trăng Khuyết
Bãi Trăng Khuyết là một rạn san hô vòng thuộc cụm An Bang (cụm Thám Hiểm) của quần đảo Trường Sa. Rạn vòng này nằm cách đô thị Rizal trên đảo Palawan của Philippines 71 hải lý (132 km) về phía tây.
Bãi Trăng Khuyết là đối tượng tranh chấp giữa Việt Nam, Đài Loan, Philippines và Trung Quốc. Hiện chưa rõ nước nào thực sự kiểm soát rạn vòng này.
- Tên gọi: bãi Trăng Khuyết; tiếng Anh: Half Moon Shoal; tiếng Filipino: Hasa-Hasa; tiếng Trung: 半月礁; bính âm: Bànyuè jiāo, Hán-Việt: Bán Nguyệt tiêu.
- Đặc điểm: có dạng hơi giống hình chữ nhật. Chiều dài tính theo trục chính bắc-nam là 2,9 hải lý (5,4 km). Một vành đai đá san hô ngập sóng với chiều rộng, từ bắc xuống nam, từ 1,67 đến 1,35 hải lý (3,1 đến 2,5 km) bao quanh phần lớn chu vi của rạn vòng này. Chỉ có duy nhất một hòn đá nổi lên ở góc đông bắc với độ cao 1 m. Vụng biển (đầm nước) của bãi Trăng Khuyết có độ sâu khoảng 27 m và là nơi trú ẩn tốt cho tàu thuyền nhỏ.[2][3]

## Sự kiện
Ngày 14 tháng 7 năm 2012, thị trưởng Kalayaan cho biết tàu frigate Đông Quan 560 (lớp Giang Hồ-V) của Trung Quốc đã bị mắc cạn tại bãi Trăng Khuyết trong khoảng mười ngày trước đó. Con tàu này cũng từng chạy vòng quanh khu vực bãi Trăng Khuyết nhiều lần và từng bắn cảnh cáo ba tàu cá Philippines tại bãi Hải Sâm vào tháng 2 năm 2011. Ngày 15 tháng 7, Trung Quốc thông báo giải cứu thành công chiếc tàu bị mắc cạn vào lúc 5 giờ sáng (giờ chuẩn Trung Quốc) và đã sắp xếp đưa nó về cảng.